# Yarmouth, Isle of Wight

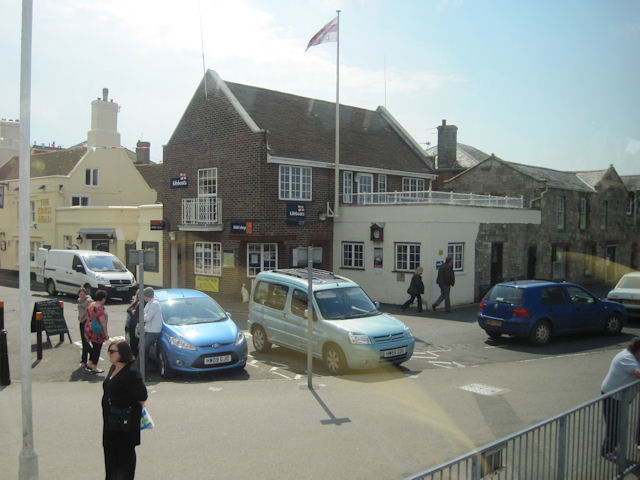

Yarmouth este un oraș situat pe coasta vestică a insulei-comitat Isle of Wight, în regiunea South East, Anglia. 